# Chocóschreeuwuil
De Chocóschreeuwuil (Megascops centralis) is een vogel uit de familie Strigidae (uilen). De vogel werd in 1982 door de Nederlandse bioloog Gerrit Paulus Hekstra als ondersoort beschreven aan de hand van museumcollecties. 

## Verspreiding en leefgebied
Deze soort komt voor van de panamakanaalzone zuidelijk tot westelijk Ecuador (bijna tot noordwestelijk Peru) en oostelijk ten minste tot de valleien van Cauca en Magdalena van Colombia.

## Status
Dit taxon wordt door onder andere BirdLife International nog steeds als ondersoort beschouwd en heeft daarom geen vermelding op de rode lijst van de IUCN.